# 필립 윈체스터
필립 윈체스터(Philip Winchester, 1981년 3월 24일 ~ )는 미국의 배우이다.

## 출연 작품
- 로그 (2020)
- 언드래프티드 (2016)
- 더 플레이어(영어판) (2015)
- 어 워크 인 마이 슈즈 (2010)
- 앨리스 (2009)
- 인 마이 슬립 (2009)
- 솔로몬 케인 (2009)
- 킹 리어 (2008)
- 라파예트 (2006)
- 썬더버드 (2004)
- 치사량 (2003)
- 패트리어트 (1998)

### 텔레비전
- 로빈슨 크루소 (2008-09)
- 프린지 (2010-11)
- 스트라이크 백 (2011-18)
- 시카고 PD (2016-17)
- 시카고 저스티스 (2017)
- 시카고 메드 (2017)
- 로앤오더: 성범죄 전담반 (2018-19)